# Epidendrum silvanum
Epidendrum silvanum är en orkidéart som beskrevs av Vitorino Paiva Castro och Guy Robert Chiron. Epidendrum silvanum ingår i släktet Epidendrum och familjen orkidéer. Inga underarter finns listade i Catalogue of Life.